# 704 Interamnia
Interamnia (asteroide 704) é um asteroide da cintura principal com um diâmetro de 316,62 quilómetros, a 2,60292041 UA. Possui uma excentricidade de 0,1497885 e um período orbital de 1 956,58 dias (5,36 anos).
Interamnia tem uma velocidade orbital média de 17,02259586 km/s e uma inclinação de 17,29147616º.
Este asteroide foi descoberto em 2 de Outubro de 1910 por Vincenzo Cerulli.